# Crush 'Em
Crush 'Em è un singolo del gruppo musicale statunitense Megadeth, pubblicato nel 1999. Il brano è stato incluso prima nella colonna sonora del film Universal Soldier: The Return e poi nell'album Risk.
Gli autori del brano sono Dave Mustaine e Marty Friedman.

## Il brano
La canzone inizia con un sound vicino alla musica disco, prosegue con sonorità elettroniche riconducibili alla musica techno e dance, per poi arrivare ad un suono metal e industrial.

## Videoclip
Il videoclip della canzone è ambientato all'interno di un edificio con strutture metalliche futuristico che ricorda il set del film Universal Soldier: The Return dove il gruppo suona la canzone mentre si aggirano uomini armati. Nel video compaiono anche Jean-Claude Van Damme e Bill Goldberg, attori dello stesso film.

## Tracce
1. Crush 'Em (radio edit)
2. Crush 'Em (album version)